# Distrito de Cuispes
El distrito de Cuispes es uno de los doce distritos de la Provincia de Bongará, ubicado en el Departamento de Amazonas, en el norte del Perú.  Limita por el norte con el distrito de Florida; por el este con el distrito de Jumbilla; por el sur con el distrito de San Carlos y el distrito de Jazán y; por el oeste con el distrito de Shipasbamba.
Jerárquicamente, dentro de la Iglesia Católica, pertenece a la Diócesis de Chachapoyas

## Historia
El distrito fue creado el 11 de noviembre de 1944 mediante Ley N.º 10 004, en el primer gobierno del Presidente Manuel Prado Ugarteche.

## Geografía
El distrito de Cuispes tiene una extensión de 110,72 km². La topografía de su territorio es variada, presentando zonas elevadas, planicies, con altitudes que van desde los 1000 m s. n. m. hasta más de 1690 m s. n. m., en sus zonas más altas. La densidad de población (hab/km²) es de 7,8 y tiene una población estimada mayor a 700 habitantes. Su capital es la villa de Cuispes
En el distrito de Cuispes se encuentra la majestuosa catarata de Yumbilla.

## Autoridades

### Municipales
- 2023 - 2026
  - Alcalde: Pedro Antonio Mori Rojas, del Movimiento Regional Fuerza Amazonense
  - Regidores:

  1. Elidergio Villegas Mas (Movimiento Regional Fuerza Amazonense)
  2. Marcial Trigoso Quintana (Movimiento Regional Fuerza Amazonense)
  3. Iván Olivares Valqui (Movimiento Regional Fuerza Amazonense)
  4. Rosa Victoria Huamán Maslucán (Movimiento Regional Fuerza Amazonense)
  5. José Wilder Ramos Chuquilín (Sentimiento Amazonense Regional)

### Religiosas
- Obispo de Chachapoyas: Monseñor Emiliano Antonio Cisneros Martínez, OAR. Agustinos recoletos.

## Economía
Este distrito tiene concentrada actualmente su población económicamente activa en el sector agropecuario rudimentario, y por la especialización de la zona, el desarrollo del distrito siempre va a estar ligado al desarrollo del sector agropecuario como el sombrío de papas, maíz, frutales y café entre otros.
El 78,55% de las tierras del distrito de Cuispes están ocupadas por unidades agrarias de pequeña agricultura dedicadas mayormente a cultivos transitorios; así mismo del total de unidades agropecuarias el 22.45 % se dedican a cultivos permanentes, además a nivel distrital existen cerca de 215 unidades agropecuarias no agrícolas.
En la actualidad en la jurisdicción del distrito de Cuispes no se tiene información sobre la existencia de recursos mineros, lo que permite que un entorno exento de focos de contaminación y de los habituales conflictos sociales que vienen asociados a la actividad minera.

## Festividades
- Junio: San Juan.

## Atractivos turísticos

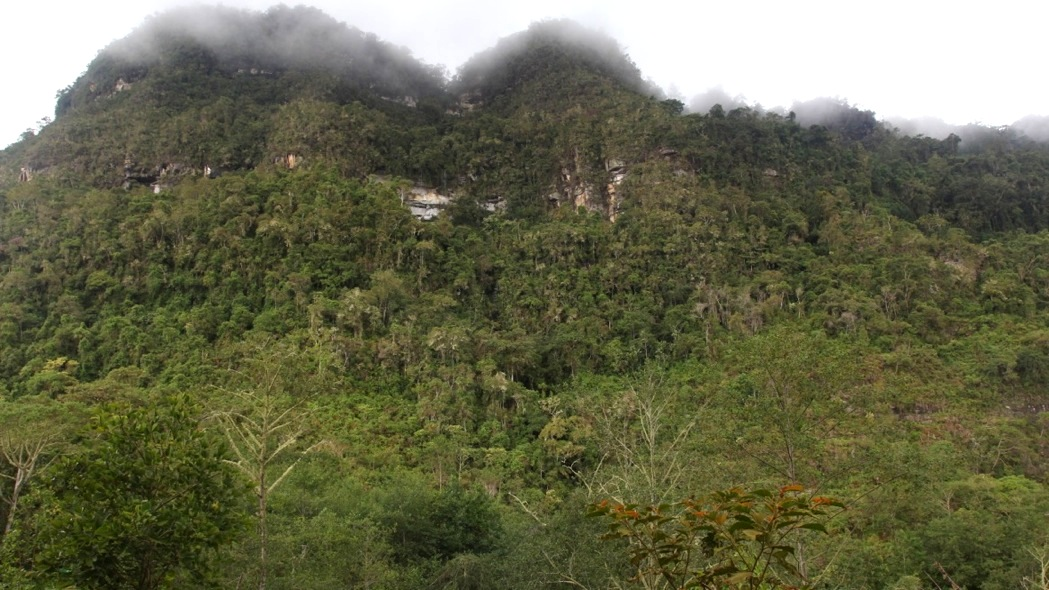

El principal y espectacular atractivo turístico de Cuispes es la catarata de Yumbilla, la tercera catarata más alta del mundo.
En medio de la selva alta, oculta por la vegetación, la catarata de Yumbilla ha permanecido en el anonimato, excepto para los pobladores locales, durante años, hasta que en 2007 fue visitada por un grupo de científicos del Instituto Geográfico Nacional (IGN) de Perú, quienes han confirmado la altura de la catarata, que mide 895,4 metros de altura, situándola como la tercera catarata más alta del mundo por delante de Gocta también en la provincia de Bongara.
La Catarata de Yumbilla ya recibe visitantes nacionales y extranjeros, quienes llegan atraídos por la belleza del paisaje. El pueblo de Cuispes, donde se ubica este recurso, alberga a 200 familias, algunas de las cuales ha comenzado a brindar servicios turísticos relacionados al alquiler de caballos; preparación de alimentos y servicios de guías.
En la parte superior de la catarata se ubica la Cueva San Francisco de Yumbilla, donde al parecer nace esta catarata. La cueva posee una impresionante belleza y misterio, tiene aproximadamente cinco metros de alto, nueve metros de ancho de roca y su profundidad es desconocida ya que hasta la fecha los pobladores de Cuispes solo han logrado entrar a un máximo de 250 metros। La ruta hacia la parte baja de la catarata es una trocha que tiene aproximadamente 5,70 kilómetros de longitud que se inicia en Cuispes y sigue hacia la parte baja de la catarata.
Después de una hora de camino se encuentra el Mirador “Sal si puedes”, desde donde se puede observar gran parte de la Catarata de Yumbilla. La parte baja de la catarata es muy impresionante ya que se puede apreciar la gran nube que se forma por el choque del agua con las rocas. El estudio realizado por el IGN señala que alrededor de la Catarata de Yumbilla, el terreno es montañoso con presencia de árboles pequeños, medianos y de gran altura; y en cuanto a la fauna silvestre se destaca la presencia de los gallitos de las rocas, monos, reptiles y osos.